# Vidai
Vidai – miejscowość i gmina we Francji, w regionie Normandia, w departamencie Orne.
Według danych na rok 1990 gminę zamieszkiwało 40 osób, a gęstość zaludnienia wynosiła 26 osób/km² (wśród 1815 gmin Dolnej Normandii Vidai plasuje się na 844. miejscu pod względem liczby ludności, natomiast pod względem powierzchni na miejscu 1106.).